# Joseph Emile Barbier
Joseph-Émile Barbier (1839 – 1889) è stato un matematico e astronomo francese, noto soprattutto per il Teorema di Barbier sul perimetro di una curva a larghezza costante.

## Biografia
Barbier è nato il 18 marzo 1839 a Saint-Hilaire-Cottes, Pas-de-Calais, nel nord della Francia.
Studiò presso il Colleges de St Omer, Bruges and Liège, presso il Pas-de-Calais, dopodiché presso il Lycée Henri-IV a Parigi. Nel 1857 entrò alla École Normale Supérieure. Terminò i suoi studi nel 1860,  nello stesso anno pubblicò il suo articolo con la dimostrazione del suo teorema sul perimetro delle curve a larghezza costante.
Iniziò ad insegnare presso il lycée a Nizza, ma senza grande successo; perciò decise di accettare una posizione di assistente astronomo presso l'Osservatorio di Parigi. Vi lavorò fino al 1865.
Successivamente, Barbier pubblicò altri 10 articoli. Contribuì agli studi di Bertrand sul calcolo combinatorio, ed annunciò di aver sviluppato una generalizzazione del teorema di Bertrand.
Vinse più volte il premio Francoeur, attribuito dall'Accademia Francese per le Scienze, per le sue ricerche.
Barbier morì il 28 gennaio 1889 a Saint-Genest, Loire.